# Cours-de-Monségur
Cours-de-Monségur (okzitanisch Corts de Montsegur) ist eine französische Gemeinde mit 243 Einwohnern (Stand: 1. Januar 2022) im Département Gironde in der Region Nouvelle-Aquitaine. Sie gehört zum Arrondissement Langon und zum Kanton Le Réolais et Les Bastides. Die Einwohner werden Coursois genannt.

## Geographie
Cours-de-Monségur liegt etwa 58 Kilometer ostsüdöstlich von Bordeaux. Der Dropt begrenzt die Gemeinde im Norden. Umgeben wird Cours-de-Monségur von den Nachbargemeinden Dieulivol im Norden und Nordwesten, Baleyssagues im Norden und Nordosten, Duras im Nordosten, Taillecavat im Osten, Saint-Géraud im Südosten, Saint-Vivien-de-Monségur im Süden und Südwesten sowie Monségur im Westen.

## Bevölkerungsentwicklung
| 1962                       | 1968 | 1975 | 1982 | 1990 | 1999 | 2006 | 2018 |
| -------------------------- | ---- | ---- | ---- | ---- | ---- | ---- | ---- |
| 321                        | 329  | 318  | 286  | 230  | 249  | 267  | 283  |
| Quellen: Cassini und INSEE |      |      |      |      |      |      |      |

## Sehenswürdigkeiten
- Kirche Saint-Martin aus dem 13. Jahrhundert

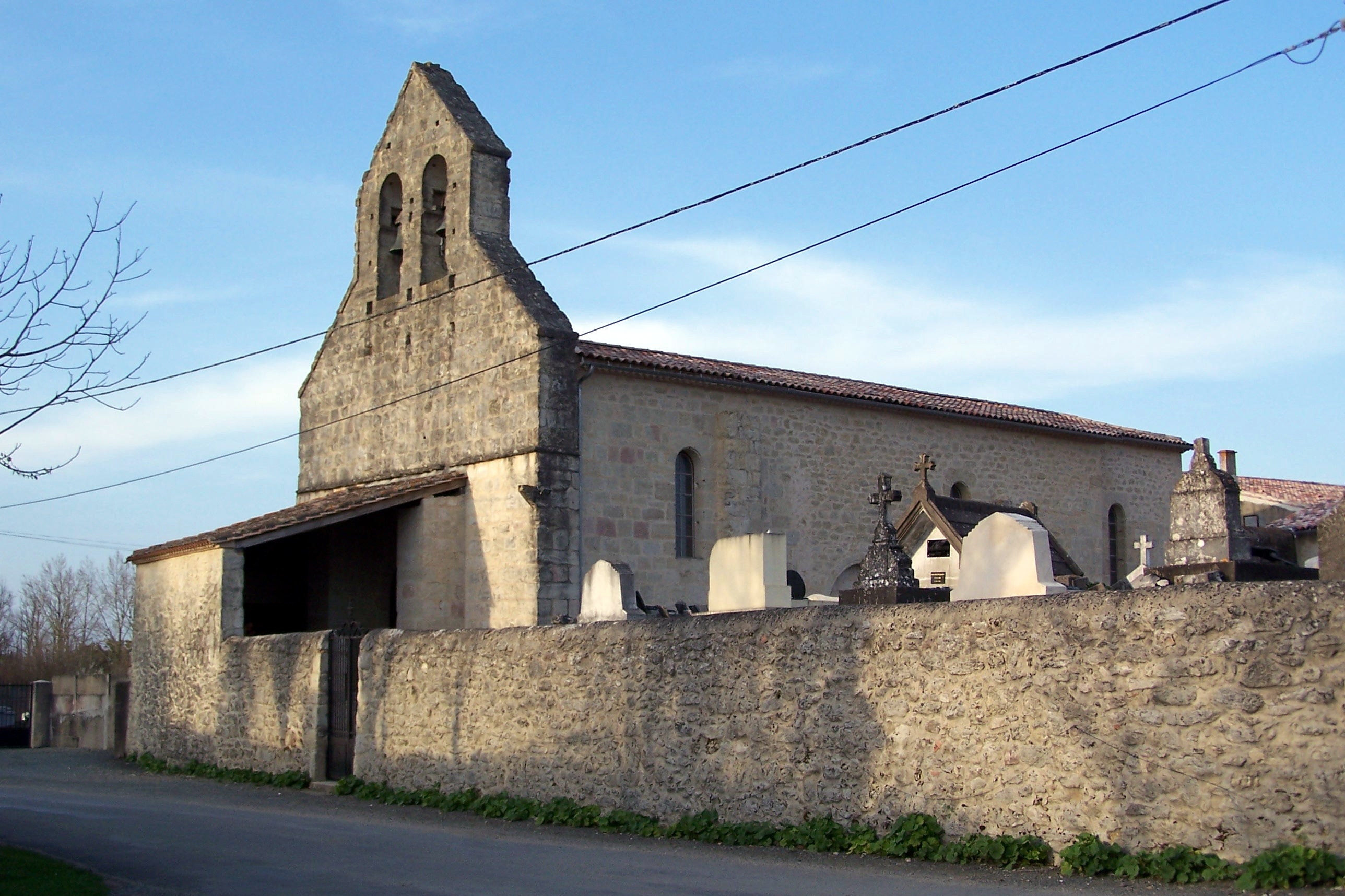
Kirche Saint-Martin